# Dvorníky
Dvorníky este o comună slovacă, aflată în districtul Hlohovec din regiunea Trnava, pe malul râului Q13419878⁠(d). Localitatea se află la altitudinea de 150 m deasupra n.m., se întinde pe o suprafață de 25,54 km2 și în 2017 număra 2.015 locuitori.

## Istoric
Localitatea Dvorníky este atestată documentar din 1247.

## Demografie
| An:                | 1994 | 2004   | 2014   | 2024   |
| ------------------ | ---- | ------ | ------ | ------ |
| Număr de persoane: | 1914 | 2017   | 2058   | 1953   |
| Diferență:         |      | +5,38% | +2,03% | −5,10% |

| An:                | 2023 | 2024   |
| ------------------ | ---- | ------ |
| Număr de persoane: | 1986 | 1953   |
| Diferență:         |      | −1,66% |